# Vysjejsjaja Liha
De Vysjejsjaja Liha (Вышэйшая ліга, Nederlands: Opperste Liga, Russisch: Высшая лига Vissjaja Liga) is de hoogste voetbalcompetitie in Wit-Rusland door de Wit-Russische voetbalbond georganiseerd.
De competitie is sinds de onafhankelijkheid van Wit-Rusland in 1992 een nationale competitie. Daarvoor was het een regionale competitie in de SSR Wit-Rusland binnen het voetbalsysteem in de Sovjet-Unie.
In de competitie speelden in 2009 veertien clubs. De kampioen van de Opperste Liga plaatste zich voor (de voorronden van) de Champions League en de nummers twee en drie en de winnaar van de Beker van Wit-Rusland voor (de voorronden van) de UEFA Europa League. De twee clubs die onderaan eindigden degradeerden en werden vervangen door de twee beste ploegen uit de Persjaja Liga. In 2016 werd de competitie uitgebreid van 14 naar 16 deelnemers.
De meest succesvolle club sinds 1992 is FK BATE Borisov met vijftien kampioenschappen, gevolgd door Dinamo Minsk met zeven titels.

## Kampioenen (1992-2023)
* 1992/93, 1993/94, 1994/95 waren herfst/lente competities.
De competities van 1992 (lente) en 1995 (herfst) werden door middel van een halve competitie gespeeld. Alle overige waren lente/herfst competities.

### Titels per team
| Club                 | Stad      | Titels | Seizoenen                                                                                |
| -------------------- | --------- | ------ | ---------------------------------------------------------------------------------------- |
| FK BATE              | Barysaw   | 15     | 1999, 2002, 2006, 2007, 2008, 2009, 2010, 2011, 2012, 2013, 2014, 2015, 2016, 2017, 2018 |
| Dinamo Minsk         | Minsk     | 8      | 1992, 1992/93, 1993/94, 1994/95, 1995, 1997, 2004, 2023                                  |
| Sjachtsjor Salihorsk | Salihorsk | 4      | 2005, 2020, 2021, 2022                                                                   |
| FK Slavija Mazyr     | Mazyr     | 2      | 1996, 2000                                                                               |
| FC Dynamo Brest      | Brest     | 1      | 2019                                                                                     |
| Belshina Babrujsk    | Babroejsk | 1      | 2001                                                                                     |
| FK Dnjepr-Transmasj  | Mahiljow  | 1      | 1998                                                                                     |
| FK Homel             | Homel     | 1      | 2003                                                                                     |

## Eeuwige ranglijst
Vetgedrukte teams spelen in (2021/22) in de Vysjejsjaja Liha. De plaatsnamen staan in het Wit-Russisch, tussen haakjes indien de Russische naam anders is. Een aantal clubs gebruikt ook de Russische naam in plaats van de Wit-Russische omdat die taal nog veel gesproken wordt in het land.
| Club                       | Stad                           | /32 | Periode (1992-2022)                               |
| -------------------------- | ------------------------------ | --- | ------------------------------------------------- |
| FK Dinamo Minsk            | Minsk                          | 32  | 1992-                                             |
| Neman Grodno               | Hrodna (Grodno)                | 32  | 1992-                                             |
| FK Sjachtsjor Salihorsk    | Salihorsk (Soligorsk)          | 32  | 1992-                                             |
| FC Dynamo Brest            | Brest                          | 32  | 1992-                                             |
| FK Homel                   | Homel (Gomel)                  | 26  | 1992-1995, 1998-2009, 2011-2015, 2017-2019, 2021- |
| FK BATE Barysaw            | Barysaw (Borisov)              | 25  | 1998-                                             |
| FK Dnjepr Mahiljow         | Mahiljow (Mogiljov)            | 25  | 1992-2011, 2013-2014, 2017-2018                   |
| Tarpeda-BelAZ Zjodzina     | Zjodzina (Zjodino)             | 23  | 1992-1993, 2005-                                  |
| FK Belsjyna Babroejsk      | Babroejsk (Bobroejsk)          | 22  | 1993-2004, 2006, 2010-2016, 2020, 2022-           |
| FK Vitebsk                 | Vitsebsk (Vitebsk)             | 22  | 1996-2002, 2004, 2006-2011, 2015-                 |
| Naftan Navapolatsk         | Navapolatsk (Novopolotsk)      | 21  | 1996-2001, 2003-2017                              |
| FK Slavija Mazyr           | Mazyr (Mozir)                  | 20  | 1995-2005, 2012-2013, 2015-2017, 2019-            |
| PFK Torpedo Minsk          | Minsk                          | 16  | 1992-2004                                         |
| FK Minsk                   | Minsk                          | 15  | 2007, 2009-                                       |
| FK Maladzetsjna            | Maladzetsjna (Molodetsjno)     | 12  | 1992-1999, 2001-2003                              |
| Savit Mogiljov             | Mahiljow (Mogiljov)            | 11  | 1992-2000, 2008                                   |
| FK Sloetsk                 | Sloetsk                        | 9   | 2014-                                             |
| Energetik-BGOE Minsk       | Minsk                          | 8   | 2002-2005, 2019-                                  |
| Vedritsj Retsjitsa         | Retsjytsa (Retsjitsa)          | 8   | 1992-1996, 2000-2001                              |
| FK Islotsj                 | Maladzetsjna (Molodetsjno)     | 7   | 2016-                                             |
| FK Partyzan Minsk          | Minsk                          | 7   | 2004-2010                                         |
| FK Lida                    | Lida                           | 7   | 1992-1996, 1999-2000                              |
| FK Dinamo-93 Minsk         | Minsk                          | 7   | 1992-1998                                         |
| FK Darida                  | Minsk                          | 6   | 2003-2008                                         |
| FK Bobroejsk               | Babroejsk (Bobroejsk)          | 5   | 1992-1995                                         |
| Dvina Vitebsk              | Vitsebsk (Vitebsk)             | 5   | 1992-1996                                         |
| FK Lokomotiv Vitebsk       | Vitsebsk (Vitebsk)             | 4   | 1992-1995                                         |
| FK Smarhon                 | Smarhon (Smorgon)              | 4   | 2007-2009, 2021                                   |
| FK Gorodeja                | Haradzeja (Gorodeja)           | 4   | 2017-2020                                         |
| Hranit Mikasjevitsjy       | Mikasjevitsjy (Mikasjevitsji)  | 4   | 2008-2009, 2015-2016                              |
| Lokomotiv Minsk            | Minsk                          | 4   | 2003, 2005-2006, 2008                             |
| FK Roech Brest             | Brest                          | 3   | 2020-                                             |
| Stroitel Starye Dorogi     | Staryja Dorohi (Starye Dorogi) | 3   | 1992-1994                                         |
| FK Ataka Minsk             | Minsk                          | 3   | 1995-1997                                         |
| Kommoenalnik Slonim        | Slonim                         | 3   | 1997-1998, 2000                                   |
| NFK Kroemkatsjy Minsk      | Minsk                          | 2   | 2016-2017                                         |
| FK Smolevitsji             | Smaljavitsjy (Smolevitsji)     | 2   | 2018, 2020                                        |
| FK Dnjapro Mahiljow        | Mahiljow (Mogiljov)            | 1   | 2019                                              |
| FK Arsenal Dzerjinsk       | Dzjarzjynsk (Dzerjinsk)        | 1   | 2022-                                             |
| Loetsj Minsk               | Minsk                          | 1   | 2018                                              |
| FK Spoetnik Retsjitsa      | Retsjytsa (Retsjitsa)          | 1   | 2021                                              |
| Svislatsj-Dach Asipovitsjy | Asipovitsjy (Osipovitsy)       | 1   | 1999                                              |
| TransMasj Mogiljov         | Mahiljow (Mogiljov)            | 1   | 1997                                              |

BATE Barysaw · 
Dynamo Brest ·
Dinamo Minsk · 
Enerhetyk-BGOE Minsk ·
Homel · 
Islotsj · 
FK Minsk ·
Neman Grodno · 
Roech Brest ·
Sjachtsjor Salihorsk · 
Smarhon ·
Sloetsk · 
Slavija Mazyr · 
Sputnik Retsjitsa · 
Tarpeda-BelAZ · 
Vitebsk
1992 · 1992/93 · 1993/94 · 1994/95 · 1995 ·  1996 · 1997 · 1998 · 1999 · 2000 · 2001 · 2002 · 2003 · 2004 · 2005 · 2006 · 2007 · 2008 · 2009 · 2010 · 2011 · 2012 · 2013 · 2014 · 2015 · 2016 · 2017 · 2018 · 2019 · 2020 · 2021